# 匈牙利国家银行
匈牙利国家银行（匈牙利語：Magyar Nemzeti Bank）是匈牙利的中央銀行，也是歐洲中央銀行體系（ESCB）的一部分。匈牙利國家銀行成立於1924年，並接替匈牙利皇家國家銀行，後者於1946年8月1日推出了匈牙利福林。匈牙利國家銀行特別重視其國際關係和參與國際經濟機構和金融機構（歐盟、貨幣基金組織、經合組織、國際清算銀行）的專業論壇。
它的主要目標是價格穩定，但它也負責發行匈牙利貨幣福林，控制貨幣流通，設定中央銀行基準匯率，公佈官方匯率，並管理外匯存底和黃金以影響匯率。

## 操作
匈牙利國家銀行行長由匈牙利總統根據匈牙利總理的提議任命，任期六年。匈牙利國家銀行最重要的決策機構是貨幣委員會。它的建築位於布達佩斯的自由廣場，毗鄰美國大使館大樓。
匈牙利国家银行維持3%左右的中期通膨目標。這略高於歐洲價格穩定的普遍接受的通貨膨脹水平，並且它被用來允許匈牙利"價格趕上"歐洲其他地區。匈牙利的《中央銀行法》規定，「匈牙利国家银行的首要目標是實現和維持價格穩定。在不損害其主要目標的情況下，多國旅應利用其掌握的貨幣政策工具支援政府的經濟政策」。
廢鈔或損壞的貨幣可以在銀行總部及其兩個區域辦事處兌換。

## 歷年總裁
- Sándor Popovics（英语：Sándor Popovics） (1924–1935)
- Béla Imrédy（英语：Béla Imrédy） (1935–1938)
- Lipót Baranyai（英语：Lipót Baranyai） (1938–1943)
- Gyula Pósch（英语：Gyula Pósch） (1943–1944)
- László Temesváry（英语：László Temesváry） (1944)
- Imre Oltványi（英语：Imre Oltványi） (1945)
- Artúr Kárász（英语：Artúr Kárász） (1945)
- Imre Oltványi（英语：Imre Oltványi） (1945–1946)
- Ernő Csejkey（英语：Ernő Csejkey） (1946–1949)
- Ferenc Jeszenszky（英语：Ferenc Jeszenszky） (1949–1952)
- János Vörös（英语：János Vörös (economist)） (1952–1955)
- László Háy（英语：László Háy） (1956–1956)
- Dénes Szántó（英语：Dénes Szántó） (1956–1960)
- Béla Sulyok（英语：Béla Sulyok） (1960–1961)
- Andor László（英语：Andor László）}} (1961–1975)
- Mátyás Tímár（英语：Mátyás Tímár） (1975–1988)
- Ferenc Bartha（英语：Ferenc Bartha） (1988–1990)
- Surányi György（英语：Surányi György） (1990–1991)
- Péter Ákos Bod（英语：Péter Ákos Bod） (1991–1994)
- György Surányi（英语：György Surányi） (1995–2001)
- Zsigmond Járai（英语：Zsigmond Járai） (2001–2007)
- András Simor（英语：András Simor） (2007–2013)
- György Matolcsy（英语：György Matolcsy） (2013-至今)

## 歷史

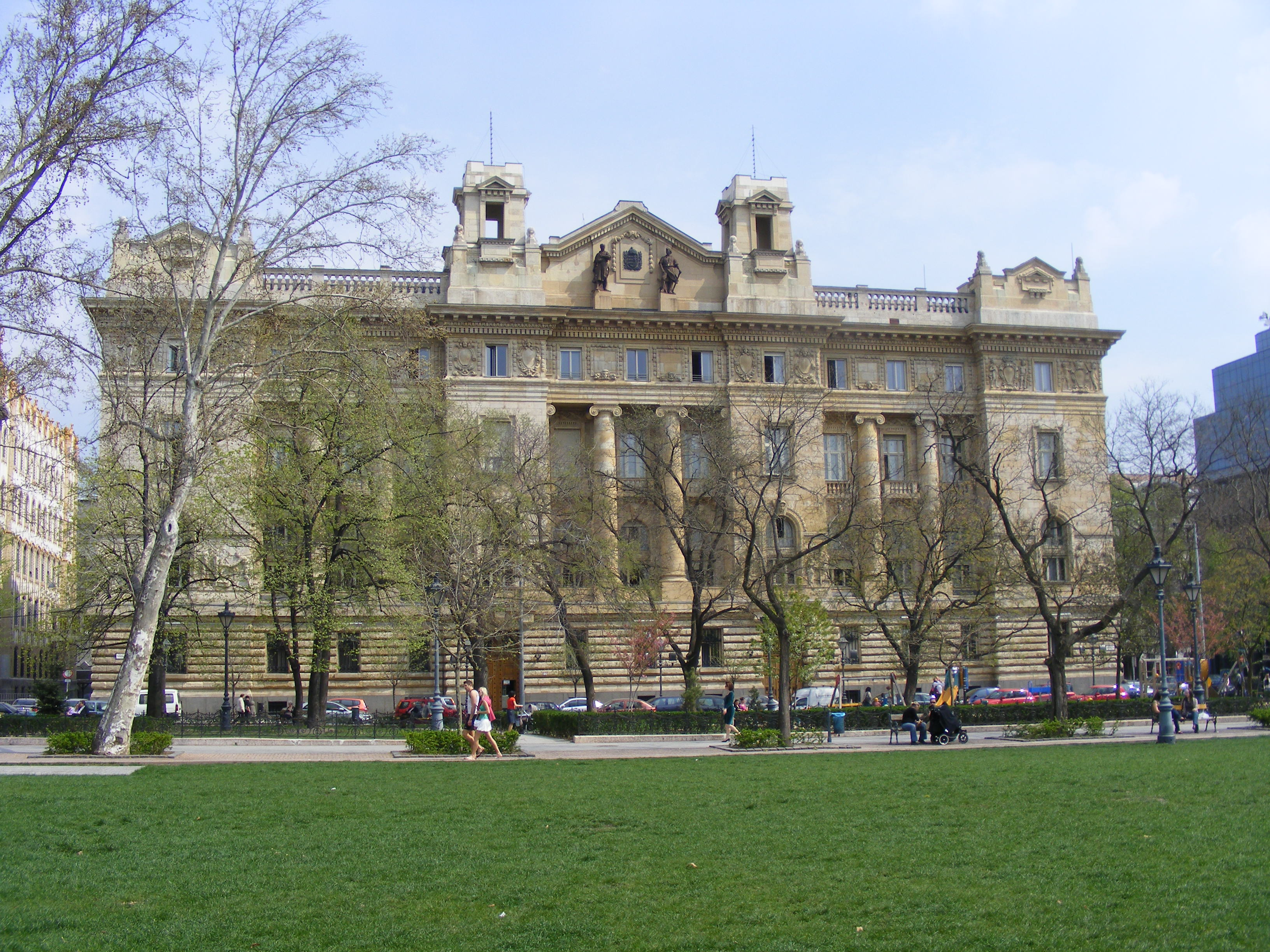
匈牙利國家銀行在布達佩斯的自由廣場的建築

在奧匈帝國時代，奧匈帝國銀行是君主制的中央銀行，但在第一次世界大戰之後，它被解散並成立了新的匈牙利皇家國家銀行。匈牙利第一個獨立的中央銀行，匈牙利國家銀行，於1924年6月24日開始以股份有限公司的形式運作。 匈牙利中央銀行法創立了匈牙利國家銀行。
1991年10月的匈牙利國家銀行法案恢復了中央銀行獨立。2001年關於匈牙利国家银行的第LVIII號法令規定匈牙利政府和多國旅是決定匯率制度的決策者。自2008年2月26日起，福林對歐元有浮動自由。
匈牙利本應在2010年加入歐元區，這將導致匈牙利国家银行失去對貨幣政策的控制，但央行領導人批評這一計劃，稱財政緊縮要求將減緩增長。2011年12月，三大信用評級機構中的兩家將匈牙利長期貨幣債務評級下調至「垃圾狀態」，部分原因是對匈牙利憲法的修改，引發了對中央銀行獨立性的懷疑。2016年5月20日，惠譽評級將匈牙利的相應債務狀況上調至BBB-（投資級），為評級提供了穩定的前景。除其他因素外，這一升級的主要動機是經常帳戶盈餘高、歐洲聯盟（歐盟）資金流入量大、銀行的外部去槓桿化、中央銀行的自籌資金方案以及減少匈牙利外債和金融脆弱性的外幣抵押貸款轉換。

## 匈牙利國家銀行大樓

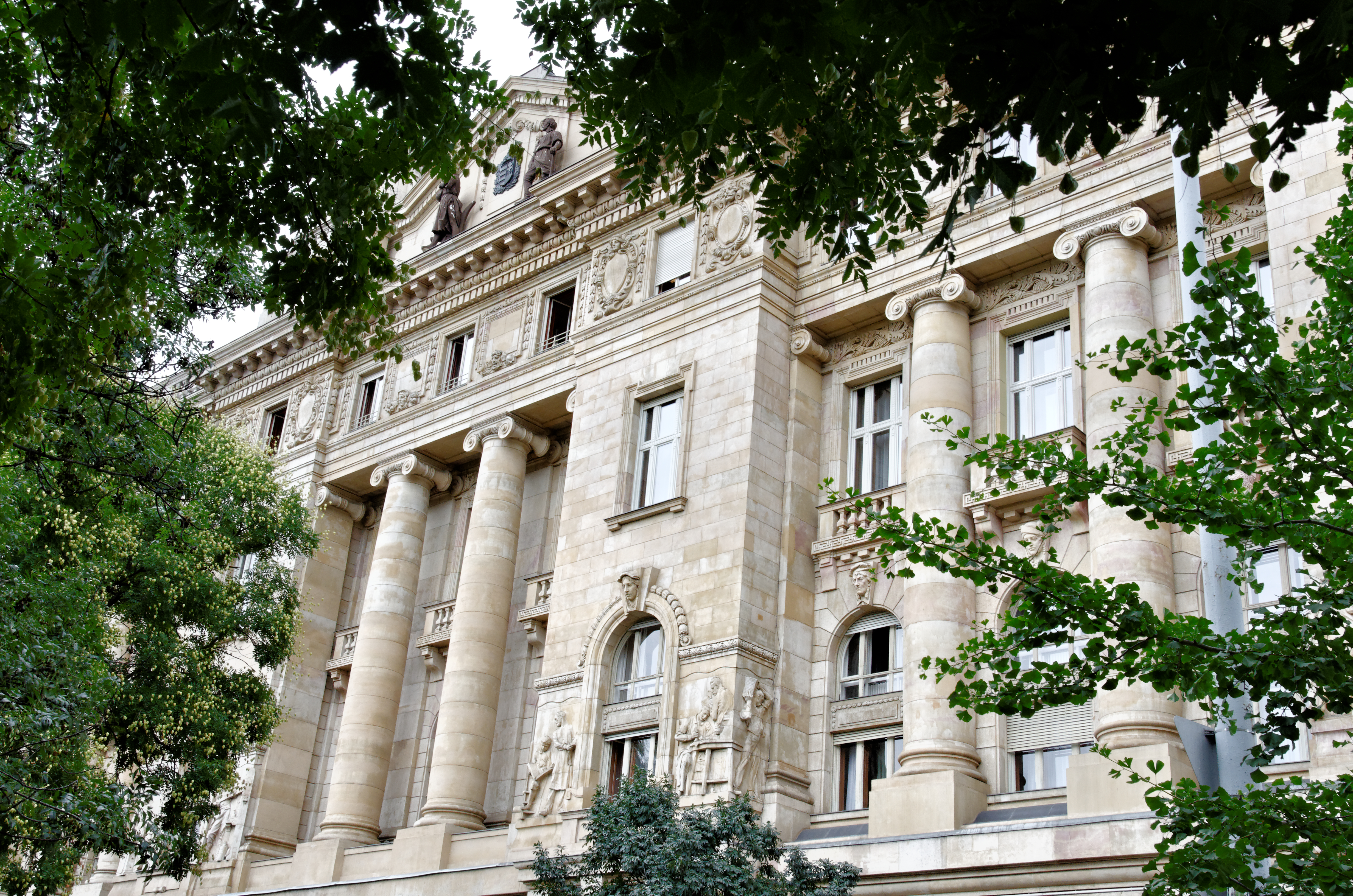
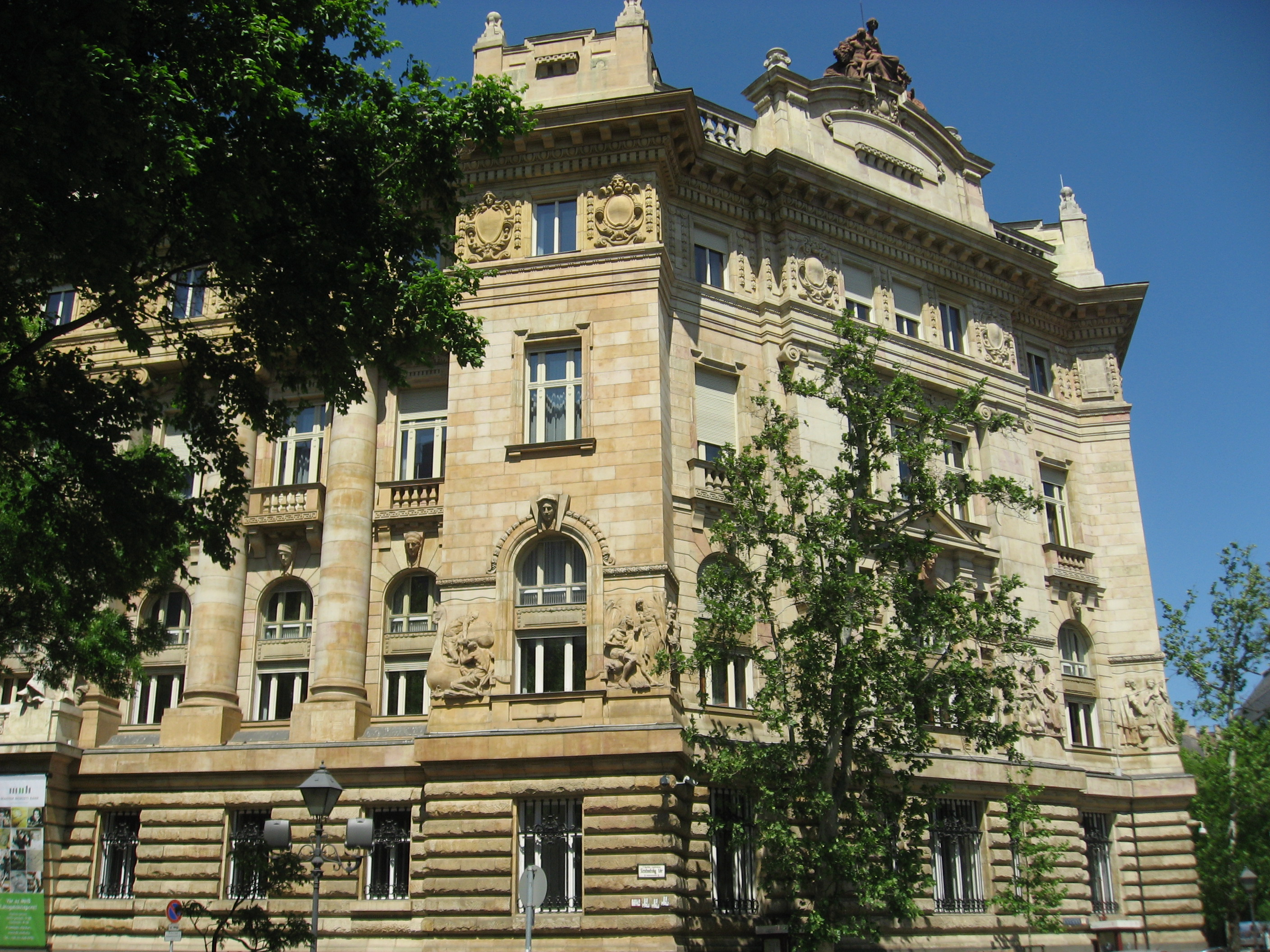
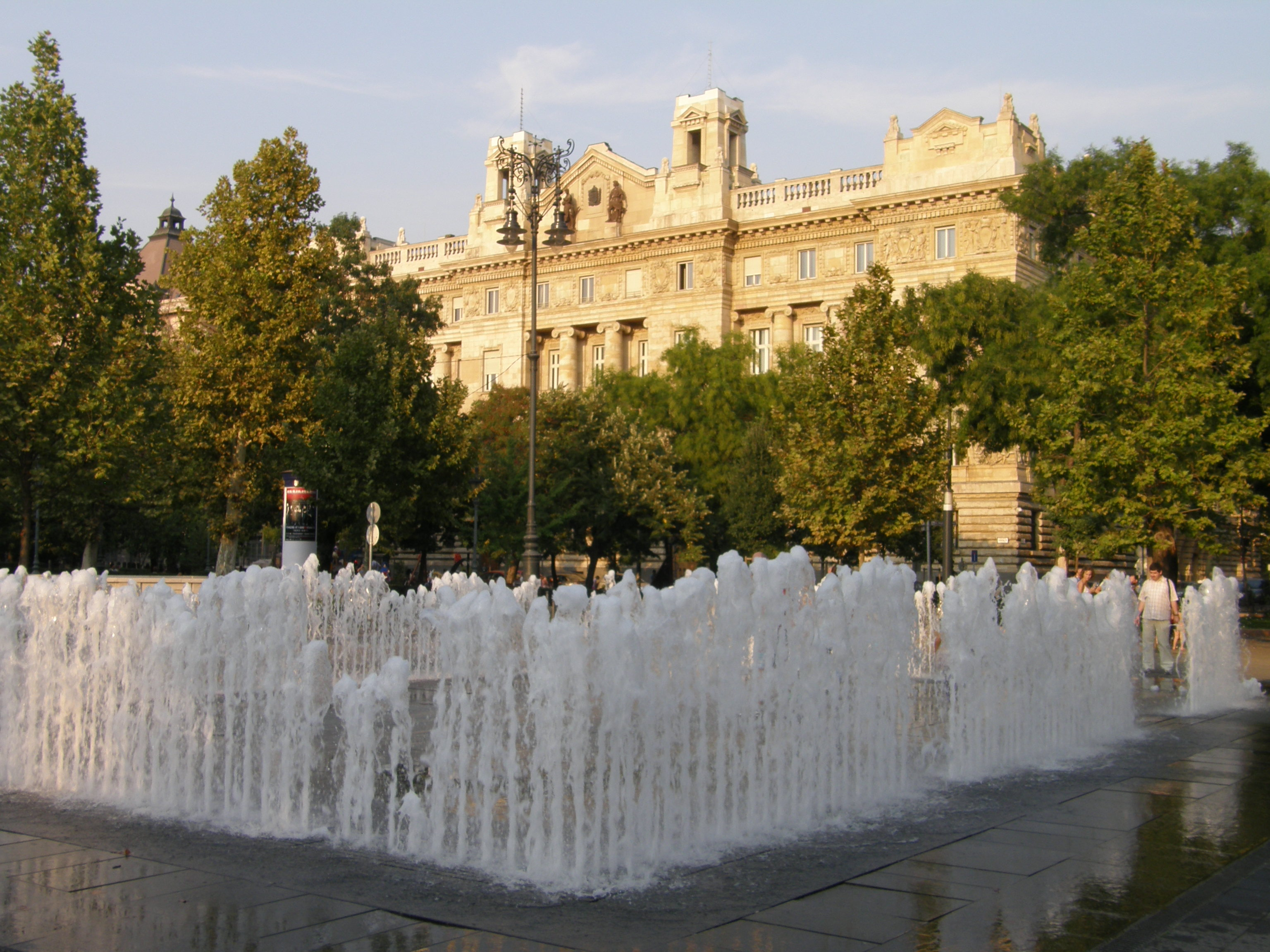
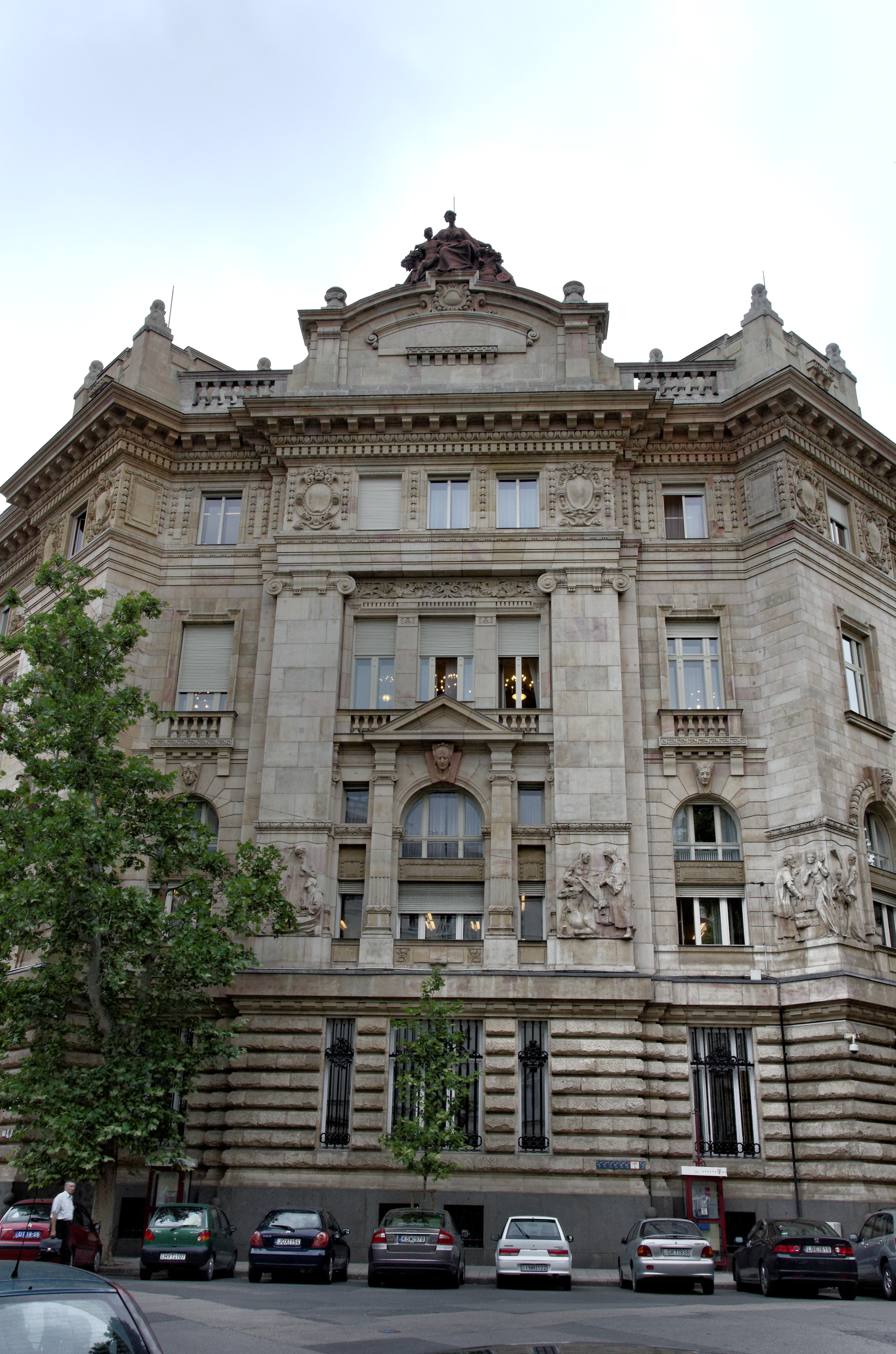